# 1st Ohio Artillery
Le 1st Ohio Independent Battery est une batterie d'artillerie qui a servi dans l'armée de l'Union pendant la guerre de Sécession.

## Service
Le 1st Ohio Battery est organisé dans le camp Chase (en) à Columbus, Ohio et entre en service pour trois ans à compter du 6 août 1861, sous les ordres du capitaine James Ross McMullin.
La batterie est attachée à la brigade de Cox district de la Kanawha, en Virginie occidentale jusqu'en septembre 1861, puis à la brigade de Benham du district de la Kanawha, Virginie occidental jusqu'en octobre 1861. Elle est ensuite rattachée à la 1st brigade du district de la Kanawha en Virginie occidentale jusqu'en août 1862. Puis, elle est affectée à la 1st brigade de la division de la Kanawha du IX corps de l'armée du Potomac jusqu'en octobre 1862 et à la 3rd Brigade de la division de la Kanawha du département de l'Ohio en Virginie occidentale jusqu'en mars 1863. Elle sert au sein de la 2nd brigade de la 3rd division du VIII corps du département du milieu jusqu'en juin 1863. Elle est attachée à la 2nd brigade de la division de Scammon dans l'armée de Virginie-Occidentale jusqu'en décembre 1863 et à la 2nd brigade de la 3rd division de l'armée de Virginie-Occidentale jusqu'en avril 1864. Elle ensuite affectée à l'artillerie de la 2nd Infantry division de l'armée de Virginie-Occidentale jusqu'en juillet 1864 et à la brigade d'artillerie de l'armée de Virginie-Occidentale jusqu'en août 1864. Elle est affectée à la division de réserve d'artillerie à Harpers Ferry en Virginie-Occidentale jusqu'en avril 1865. Enfin, elle est affectée à la 3rd brigade de la division de Hardins du XXII corps aux défenses de Washington jusqu'en juin 1865.
La 1st Ohio Battery quitte le service le 26 juin 1865 à Columbus, Ohio.

## Service détaillé

### 1861
La 1st Ohio battery reçoit l'ordre de rejoindre la vallée de la Kanawha en Virginie. Elle participe à la bataille de Carnifex Ferry en Virginie le 10 septembre 1861. Elle part pour le camp Anderson et Big Sewell Mountain entre le 15 septembre 1861 et le 23 septembre 1861, puis pour le camp Anderson du 6 au 9 octobre 1861. Elle participe aux opérations dans la vallée de la Kanawha et dans la région de New River du 19 octobre au 16 novembre 1861. Elle part pour Gauley et est en service là-bas jusqu'en mai 1861.

### 1862
Elle participe à l'avancée sur la voie de chemin de fer Virginia & Tennessee du 22 avril au 1er mai 1862. Elle est à Princeton les 11, 16 et 17 mai 1862 puis à Flat Top Mountain jusqu'en août 1862. Elle part pour Washington, D.C. entre le 15 août au 24 août 1862. Elle participe à la campagne du Maryland du 6 au 22 septembre 1862. Elle participe à la bataille de South Mountain le 14 septembre 1862 et à la bataille d'Antietam les 16 et 17 septembre 1862. Elle part pour Clear Springs le 8 octobre 1862, puis pour Hancock et marche vers la vallée de la Kanawha en Virginie-Occidentale du 9 octobre au 17 novembre 1862, via Clarksburg, Summerville, Gauley Bridge, et Kanawha Falls.

### 1863
Elle est en service à Kanawha Falls (les chutes de la grande Kanawha) jusqu'en mars 1863 et à Charleston jusqu'en avril 1864. Elle est à Fayetteville du 17 au 20 mai 1863 (section). Elle participe aux opérations contre le raid de Morgan en Ohio du 2 au 26 juillet 1863. Elle contribue à la démonstration de Scammon dans la vallée de la Kanawha du 8 au 25 décembre 1863. Elle est à Lewisburg et à Greenbrier River le 12 décembre 1863.

### 1864
Elle participe au raid de Crook sur la voie ferrée Virginia & Tennessee du 3 au 19 mai 1864. Elle participe à la bataille de Cloyd's Mountain le 9 mai 1864. Elle est à New River Bridge le 10 mai 1864, puis à Salt Pond Gap et Pond Mountain Gap le 13 mai 1864. Elle participe à l'expédition de Hunter vers Lynchburg du 26 mai au 1er juillet 1864. Elle est à Lexington le 11 juin 1864 et à Diamond Hill le 17 juin 1864. Elle stationne à Lynchburg les 17 et 18 juin 1864. Elle est à Buford's Gap le 20 juin 1864. Elle part vers la vallée de la Shenandoah du 12 au 15 juillet 1864. Elle participe à la bataille de Bunker Hill le 19 juillet 1864. Elle est à Stephenson's Depot et Carter's Farm le 20 juillet 1864. Elle participe à la bataille de Winchester le 24 juillet 1864. Elle participe à la retraite vers Williamsport, Maryland ; elle reçoit l'ordre de rejoindre Martinsburg, en Virginie-Occidentale et est en service pour garder des dépôts jusqu'en mars 1865.

### 1865
Elle part pour Harpers Ferry, puis pour Washington, D.C., et participe à la défense de la ville jusqu'en juin 1865.

## Pertes
La batterie perd un total de 22 hommes pendant son service ; 1 officier et 6 hommes du rang tués ou mortellement blessés et 15 hommes morts de maladie.

## Commandants
- Capitaine James Ross McMullin